# 斯諾夫西克
51°50′36″N 32°0′47″E / 51.84333°N 32.01306°E
斯諾夫西克（烏克蘭語：Сновське），是烏克蘭北部的村莊，隸屬切爾尼希夫州的科留基夫卡區。該村始建於1962年，面積0.32平方公里，海拔高度117米，2001年人口652，人口密度每平方公里2,031.2人。